# Штурмовая авиационная дивизия
Штурмовая авиационная дивизия (шад) - основное оперативно-тактическое формирование (соединение) штурмовой авиации Военно-воздушных сил и Военно-морского флота, состоящее из управления (штаба), частей и подразделений.

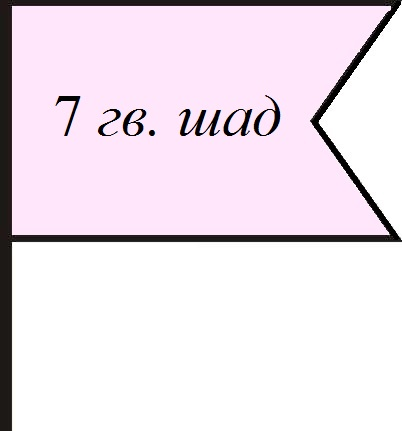
Знак штурмовой авиационной дивизии на оперативно-тактическую карту

## Назначение дивизии
Штурмовая авиационная дивизия предназначена для непосредственной поддержки сухопутных войск путём поражения на поле боя и в ближайшей глубине обороны противника танков, артиллерии и живой силы противника, для ведения воздушной разведки и уничтожения авиации противника на аэродромах.
Штурмовая авиационная дивизия ВВС флота также предназначена для уничтожения зенитной артиллерии, кораблей и судов в портах (базах) и вблизи от морского побережья.

## Штурмовые авиационные дивизии в Видах ВС СССР
В СССР штурмовые авиационные дивизии существовали в двух видах Вооруженных сил СССР: в ВВС и ВМФ. К наименованию дивизии ВМФ добавлялось наименование вида ВС СССР - штурмовая авиационная дивизия ВВС ВМФ.

## Выполнение задач
Свои задачи Штурмовая авиационная дивизия выполняет в определенном районе боевых действий, как правило, в тактической и ближайшей оперативной глубине обороны противника.

## Способы ведения боевых действий

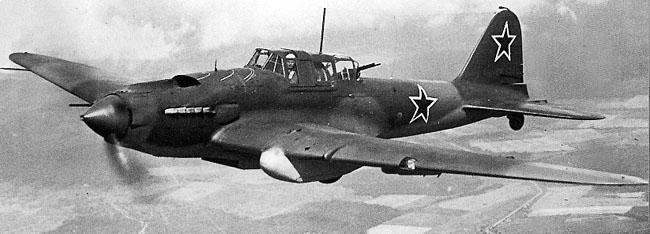
Основной самолет штурмовой авиации Ил-2

- дежурство на аэродромах с последующим выходом в район выполнения боевой задачи;
- дежурство в воздухе с последующим выходом в район выполнения боевой задачи;
- свободная охота;
- ведение воздушного боя;
- воздушная разведка;
- другие способы.

## История
Зарождение штурмовых авиационных дивизий во Фронтовой авиации ВВС РККА происходило с сентября 1941 г. на основании Приказа Народного комиссара обороны СССР № 0090 от 28 сентября 1941 года «О сформировании штурмовых авиационных дивизий». Приказом предписывалось в течение октября 1941 года сформировать 15 штурмовых авиационных дивизий в составе одного полка штурмовиков и двух полков истребителей, снабженных установками РС. Предполагалось вооружить указанные дивизии самолетами Ил-2 и истребителями МиГ-3, Як-1 и ЛаГГ-3 с установками РС.
В мае 1942 года Государственным комитетом обороны СССР было принято решение о реорганизация частей и соединений фронтовой авиации и сведение их в дивизии, как правило, 3-полкового состава. Авиационные части и соединения были выделены из общевойсковых армий, а различные по своему составу и назначению авиационные группы расформированы. Вся авиация фронта была сведена в крупные объединения — воздушные армии. Одновременно с формированием воздушных армий были созданы однородные дивизии трехполкового состава. Сформированные таким образом дивизии были предназначены для успешного решения различных тактических задач и в течение длительного срока могли сохранять боеспособность. Такая организационная структура штурмовой авиационной дивизии оказалась жизнеспособной и сохранилась до конца Великой Отечественной войны.
Всего в годы войны в составе ВВС Красной армии действовала 61 штурмовая авиационная дивизия и 3 дивизии в составе авиации ВМФ. Часть авиадивизий в ходе войны переформировывалась или преобразовывалась. Так например, 211-я ближнебомбардировочная авиационная дивизия в мае 1943 г. переименована в 211-ю штурмовую авиационную дивизию,
а отдельные дивизии обращались на формирование управления воздушных армий.

### Перечень гвардейских штурмовых авиационных дивизий ВВС СССР
Преобразование штурмовых авиационных дивизий в гвардейские производилось приказом НКО СССР за массовый героизм, мужество и высокое воинское мастерство, проявленное в боях во время Великой Отечественной войны с вручением гвардейского Боевого Красного Знамени.

- 1-я гвардейская штурмовая авиационная Сталинградская ордена Ленина дважды Краснознаменная орденов Суворова и Кутузова дивизия
- 2-я гвардейская штурмовая авиационная Черниговско-Речицкая ордена Ленина Краснознаменная ордена Суворова дивизия
- 3-я гвардейская штурмовая авиационная Валдайско-Ковельская Краснознаменная ордена Суворова дивизия
- 4-я гвардейская штурмовая авиационная Киевская Краснознаменная ордена Кутузова дивизия
- 5-я гвардейская штурмовая авиационная Запорожская Краснознаменная ордена Суворова дивизия
- 6-я гвардейская штурмовая авиационная Запорожская дважды Краснознаменная орденов Суворова и Богдана Хмельницкого дивизия
- 7-я гвардейская штурмовая авиационная Дебреценская Краснознаменная дивизия
- 8-я гвардейская штурмовая авиационная Полтавская Краснознаменная ордена Богдана Хмельницкого дивизия
- 9-я гвардейская штурмовая авиационная Красноградская Краснознаменная ордена Суворова дивизия
- 10-я гвардейская штурмовая авиационная Воронежско-Киевская Краснознаменная орденов Суворова, Кутузова дивизия
- 11-я гвардейская штурмовая авиационная Нежинская Краснознаменная ордена Суворова дивизия
- 12-я гвардейская штурмовая авиационная Рославльская Краснознаменная ордена Богдана Хмельницкого дивизия
- 15-я гвардейская штурмовая авиационная Сталинградская Краснознаменная дивизия

### Перечень штурмовых авиационных дивизий ВВС и ВМФ СССР
- 9-я штурмовая авиационная Ропшинская Краснознаменная ордена Ушакова дивизия ВВС ВМФ
- 11-я штурмовая авиационная Новороссийская дважды Краснознаменная дивизия ВВС ВМФ
- 12-я штурмовая авиационная дивизия ВВС ВМФ
- 96-я штурмовая авиационная Амурская дивизия
- 136-я штурмовая авиационная Нижнеднестровская ордена Суворова дивизия
- 182-я штурмовая авиационная Тильзитская орденов Суворова и Кутузова дивизия
- 189-я штурмовая авиационная Нижнеднестровская ордена Суворова дивизия
- 196-я штурмовая авиационная Жлобинская Краснознаменная дивизия
- 197-я штурмовая авиационная Демблинская Краснознаменная дивизия
- 198-я штурмовая авиационная Варшавская Краснознаменная дивизия
- 199-я штурмовая авиационная Слонимская Краснознаменная дивизия
- 206-я штурмовая авиационная Мелитопольская Краснознаменная дивизия
- 211-я штурмовая авиационная Невельская ордена Ленина дважды Краснознаменная ордена Суворова дивизия
- 212-я штурмовая авиационная дивизия
- 214-я штурмовая авиационная Керченская дивизия
- 224-я штурмовая авиационная Жмеринская Краснознаменная дивизия
- 225-я штурмовая авиационная Рижская дивизия
- 226-я штурмовая авиационная дивизия
- 227-я штурмовая авиационная Бердичевская Краснознаменная дивизия
- 228-я штурмовая авиационная дивизия
- 230-я штурмовая авиационная Кубанская Краснознаменная ордена Суворова дивизия
- 231-я штурмовая авиационная Рославльская дивизия
- 232-я штурмовая авиационная дивизия
- 233-я штурмовая авиационная Ярцевская Краснознаменная ордена Суворова дивизия
- 238-я штурмовая авиационная дивизия
- 243-я штурмовая авиационная дивизия
- 248-я штурмовая авиационная Порт-Артурская дивизия
- 251-я штурмовая авиационная Краснознаменная дивизия
- 252-я штурмовая авиационная Краснознаменная дивизия
- 253-я штурмовая авиационная Амурская дивизия
- 260-я штурмовая авиационная Свирская Краснознаменная ордена Суворова дивизия
- 261-я штурмовая авиационная Свирская ордена Суворова дивизия
- 264-я штурмовая авиационная Киевская Краснознаменная дивизия
- 266-я штурмовая авиационная Полтавская дивизия
- 267-я штурмовая авиационная дивизия
- 277-я штурмовая авиационная Красносельская Краснознаменная орденов Суворова и Кутузова дивизия
- 280-я штурмовая авиационная Островская дивизия
- 281-я штурмовая авиационная Новгородская Краснознаменная дивизия
- 289-я штурмовая авиационная Никопольская Краснознаменная дивизия
- 290-я штурмовая авиационная дивизия
- 291-я штурмовая авиационная Киевская дивизия
- 292-я штурмовая авиационная Красноградская дивизия
- 299-я штурмовая авиационная Нежинская Краснознаменная ордена Суворова дивизия
- 300-я штурмовая авиационная Томашувская ордена Суворова дивизия
- 305-я штурмовая авиационная Павлоградская Краснознаменная дивизия
- 306-я штурмовая авиационная Нижнеднепровская Краснознаменная ордена Суворова дивизия
- 307-я штурмовая авиационная Лидская Краснознаменная ордена Суворова дивизия
- 308-я штурмовая авиационная Краковская Краснознаменная ордена Суворова дивизия
- 311-я штурмовая авиационная Молодечненская Краснознаменная дивизия
- 316-я штурмовая авиационная Мукденская дивизия
- 332-я штурмовая авиационная Витебская Краснознаменная дивизия
- 335-я штурмовая авиационная Витебская ордена Ленина Краснознаменная ордена Суворова дивизия